# Beaulieu (Hérault)
Beaulieu (okzitanisch Bèuluòc) ist eine französische Gemeinde mit 2239 Einwohnern (Stand 1. Januar 2022) im Département Hérault in der Region Okzitanien. Sie gehört zum Arrondissement Montpellier und zum Kanton Le Crès. Die Einwohner werden Beaulieuroises genannt.

## Geographie
Beaulieu grenzt im Norden an Saussines, Saint-Hilaire-de-Beauvoir und Saint-Jean-de-Cornies, im Westen an Restinclières, im Süden an Saint-Geniès-des-Mourgues und im Westen an Sussargues und Saint-Drézéry.

## Bevölkerungsentwicklung

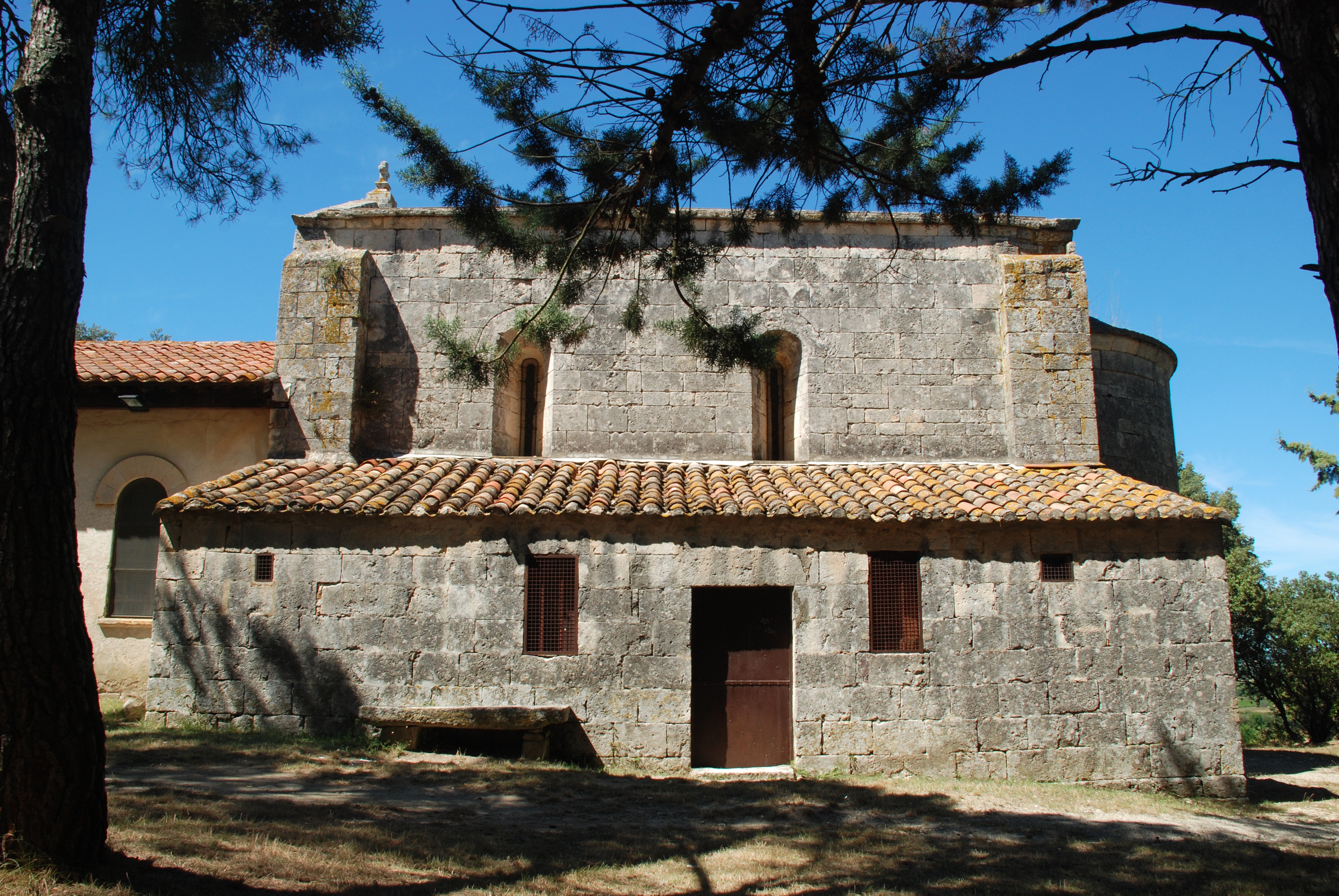
Kapelle Notre-Dame-de-la-Pitié

| Bevölkerungsentwicklung | Bevölkerungsentwicklung | Bevölkerungsentwicklung | Bevölkerungsentwicklung | Bevölkerungsentwicklung | Bevölkerungsentwicklung | Bevölkerungsentwicklung | Bevölkerungsentwicklung | Bevölkerungsentwicklung |
| ----------------------- | ----------------------- | ----------------------- | ----------------------- | ----------------------- | ----------------------- | ----------------------- | ----------------------- | ----------------------- |
| Jahr                    | 1968                    | 1975                    | 1982                    | 1990                    | 1999                    | 2006                    | 2017                    |                         |
| Einwohner               | 508                     | 556                     | 739                     | 921                     | 1399                    | 1568                    | 1946                    |                         |